# Shiyun (sockenhuvudort i Kina, Hainan Sheng, lat 18,99, long 109,60)
Shiyun är en sockenhuvudort i Kina. Den ligger i provinsen Hainan, i den södra delen av landet, omkring 140 kilometer sydväst om provinshuvudstaden Haikou. Antalet invånare är 4 900. Befolkningen består av 2 146 kvinnor och 2 754 män. Barn under 15 år utgör 19,0 %, vuxna 15-64 år 73 %, och äldre över 65 år 6,0 %.
Runt Shiyun är det ganska tätbefolkat, med 56 invånare per kvadratkilometer. Närmaste större samhälle är Hongmao, 7,6 km nordost om Shiyun. I omgivningarna runt Shiyun växer i huvudsak städsegrön lövskog.
Genomsnittlig årsnederbörd är 2 305 millimeter. Den regnigaste månaden är juli, med i genomsnitt 380 mm nederbörd, och den torraste är januari, med 15 mm nederbörd.